# Edgar du Perron
Pour les articles homonymes, voir Perron.
Œuvres principales
- Parlando (1930)
- Le pays d'origine (1935)

Charles Edgar du Perron, dit aussi Eddy du Perron ou E. du Perron, né à Meester Cornelis (aujourd'hui Jatinegara à Jakarta) en Indonésie le 2 novembre 1899 et mort à Bergen le 14 mai 1940, est un journaliste, poète et romancier néerlandais.

## Biographie
Edgar du Perron naît et grandit aux Indes néerlandaises, où il commence sa carrière de journaliste et écrivain. Il descend d’une famille française, patricienne, résidant aux Indes néerlandaises et originaire de La Réunion. En 1921, il suit ses parents qui, après avoir fait fortune « aux Indes », s'installent en Europe, dans un château à Gistoux, dans le sud du Brabant, en Belgique. 
Il vit ensuite à Paris où il rencontre Pascal Pia et le peintre catalan Pere Créixams (communément appelé Pedro Creixams). Plus tard il se lie d'amitié avec l'éditeur René Bonnel et André Malraux, qui lui dédie son roman La Condition humaine. En 1932 il fonde avec son ami néerlandais, Menno ter Braak, le magazine culturel Forum. Mais, presque ruiné après le krach de 1929, lassé de Paris, il retourne en 1936 vivre en Indonésie. 
Il meurt au cours d'une visite aux Pays-Bas le 14 mai 1940, d'une crise d'angine de poitrine, le jour où les troupes allemandes franchissent le Rhin.